# Fayt-lez-Manage
Fayt-lez-Manage [fa(j)ilemanaʒ] (en wallon El Fayi-dlé-Manadje, sur place, simplement au Fayi) est une section de la commune belge de Manage située en Région wallonne dans la province de Hainaut. C'était une commune à part entière avant la fusion des communes de 1977.
Nouvelle dénomination depuis 1920, auparavant, Fayt-lez-Seneffe.

## Évolution démographique
- Sources : INS, Rem. : 1831 jusqu'en 1970 = recensements, 1976 = nombre d'habitants au 31 décembre.

## Héraldique
|  | Blasonnement : D'azur à la croix ancrée d'argent. - Arrêté royal : 4 avril 1927 |

## Patrimoine et culture

### Patrimoine architectural
- Eglise Saint-Gilles. Construite en 1857 par les architectes Suys et Slaater en style néo-gothique[2].
- Château de l'Escaille, rue de la Croyère. Attesté au XIVe siècle, jadis enclavé dans la seigneurie de Fayt dans l'ancienne terre franche de l'Escaille relevant du Brabant. En 1833, le domaine passe aux mains de l'industriel François-Isidore Dupont qui y apporta des remaniements. A partir de 1909, Jules Carlier apporta les derniers aménagements[3].
- Château Delterne, rue Erman. Situé dans un parc, château de style néo-classique édifié dans le 2e tiers du XIXe siècle[4].
- Eglise Sainte-Barbe, rue Trigaux. Construite par l'architecte Sonneville[4].

## Économie

### Transports
Transports en commun: la localité est notamment desservie par le bus 30 Anderlues - Morlanwelz - La Louvière - Strépy-Bracquenies - Thieu.

## Personnalités nées à Fayt-lez-Manage
- Max Buset (1896-1959), député, premier président du Parti socialiste belge ;
- Fernande Coulon 1901-1981), initiatrice de la Ligue nationale des coopératrices ;
- Victor Harou (1851-1923), explorateur au Congo et général dans l'armée belge.